# NIGHT ON THE PLANET
NIGHT ON THE PLANET（ナイト・オン・ザ・プラネット）はFMヨコハマ「PROGRAM COUNCIL」枠にて放送されていたラジオ番組である。パーソナリティは声優が週変わりで担当した。

## パーソナリティ・放送日
- 第1回（2006年10月1日）：田中理恵
- 第2回（2006年10月8日）：津田健次郎
- 第3回（2006年10月15日）：宍戸留美
- 第4回（2006年10月22日）：森田成一
- 第5回（2006年10月29日）：森田成一

## コーナー
- Planet探偵曲 Midnight Detective-深夜の名探偵-

リスナーから寄せられた依頼を、番組中にスタッフが調査し、放送時間内に発表する。
- Planet Ranking

毎週ランダムに選んだテーマのTOP5を紹介。
- Cinema Impression

新旧問わず、パーソナリティお奨めの映画を紹介。
- Last Holescope

タロット占い師桜倉ケンが占った結果を12星座別に発表。